# تاريخ الإسلام ووفيات المشاهير والأعلام
تاريخ الإسلام ووفيات المشاهير والأعلام هو أشهر وأكبر ما ألفه الإمام الذهبي يعتبر من أهم الكتب الموسوعية الضخمة التي صنفها المؤرخون المسلمون، وهو كتاب تاريخ وتراجم معا، يختلف عن الموسوعة الضخمة الأخرى للمصنف المعروفة ب«سير أعلام النبلاء». وكما يستشف من العنوان فهو رصد للتاريخ الإسلامي، بداية من الهجرة النبوية وحتى سنة 1300م/700هـ مبنيا على 70 طبقة (أي 700سنة حسب التقويم الهجري). هذه الفترة تشكل إطارا زمنيا هاما في نشأة حضارة جديدة اتسعت جغرافيا لتلامس الشرق والغرب وتأثر فيهما بجوانب أخرى. فترة شهدا أحدثا عظاما وثقها الذهبي مع تراجم للمشهورين (بلغ عددهم أربعين ألف شخصية) في كل ناحية من نواحي الحياة، الشيء الذي ميزه عن باقي الكتب.
كما يتميز الكتاب أيضاً على سير أعلام النبلاء بترجمة لرجال آخرين غير موجودة فيه منهم المشاهير كالراشدين الأربعة ومنهم المجاهيل.
التزم الذهبي 3 خطط:
1. من الهجرة (بدء الكتاب) حتى سنة 40هـ، وفيها دمج كلامه عن الطبقات الأربع، وخلط فيها ذكر الوفيات بالحوادث.
2. من سنة 41هـ حتى 300هـ وفيها ساق تراجمه حسب الطبقات.
3. من سنة 300هـ حتى 700هـ وفيها ساق تراجمه حسب وفيات كل سنة، مرتبة على حروف المعجم باعتماد اسم الشهرة.

الكتاب حافل بالتشويق لما تضمنه من كل شاردة ونادرة بالاختصار.
ويحتوى الكتاب على مادة واسعة في التاريخ السياسي والإداري، انتقاها من مصادر كثيرة ضاع معظمها فلم تصل إلى أيدينا، وعلى ذكر للأحوال الاقتصادية للدولة الإسلامية والتطورات التي حلت عليها.
ويصور الكتاب الحياة الفكرية في العالم الإسلامي وتطورها على مدى سبعة قرون، ويبرز المراكز الإسلامية ودورها في إشعاع الفكر ومساعدة الناس، وذلك من خلال حركة العلماء وانتقالهم بين حواضر العلم المعروفة وغير المعروفة، واتساع الحركة وقت دون آخر؛ الأمر الذي يظهر مدى ازدهار المراكز الثقافية أو خمول نشاطها.
ويبين الكتاب من خلال ترجمته لآلاف العلماء وعلى مدى القرون الطويلة التي تعرض لها اتجاهات الثقافة الإسلامية وعناية العلماء بعلوم معينة، ويكشف عن طرائقهم في التدريس والإملاء والمناظرة، ودور المدارس في نشر العلم والمذاهب الفقهية في أنحاء العالم الإسلامي.
وهذا العمل الضخم جرت أكثر من محاولة لنشره كاملا، حتى وفق الدكتور عمر عبد السلام التدمري في تحقيقه في نحو خمسين مجلدًا.